# Средства массовой информации Болгарии

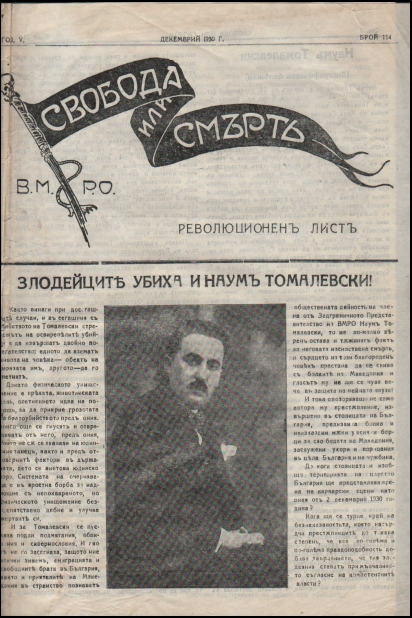
Болгарская газета «Свобода или смерть (газета)»

Сре́дства ма́ссовой информа́ции Болга́рии (болг. Медии в България) — органы сбора, обработки и распространения информации, предназначенной для массовой аудитории, в Болгарии. По состоянию на 2013 год, в стране выпускается свыше 400 печатных изданий. Радиовещание в Болгарии действует с 1929 года, его рынок разделён между четырьмя медиахолдингами. Регулярное телевещание началось в ноябре 1959 года. В начале XXI века медиарынок страны зависит от концернов Швейцарии и Германии.

## Печатные СМИ
В Болгарии, по состоянию на 2013 год, выпускается более 400 печатных изданий, самые популярные из них — газеты «24 часа» и «Труд». Наибольшая доля рынка печатной прессы находится под контролем корпорации «Funke Mediengruppe». При этом весь рынок средств массовой информации Болгарии зависит от медиаконцернов Германии и Швейцарии. В 1898 году начало работу Болгарское телеграфное агентство.

## Радиовещание
Радиовещание в Болгарии действует с 1929 года. В начале XXI века радиорынок был разделён между четырьмя холдингами: «Bauer Media Audio Ireland», «SBS Broadcasting Group», «US Emmis Communications» и «News Corp». В Болгарии действует 17 национальных и 15 региональных радиостанций. За государственное радиовещание отвечает Болгарское национальное радио. Наиболее популярные радиопрограммы: «Хоризонт», «Христо Ботев», «Радио Нэт» и «Дарик радио».

## Телевидение
Регулярные телепередачи в Болгарии начались на государственном телеканале БНТ 1 в ноябре 1959 года. В начале 1990-х годов в стране появились первые частные телеоператоры. Самыми популярными среди болгар каналами являются bTV и Нова телевизия.

## Пропаганда
Исследование, проведённое в 2013—2016 годах Еленой Якимовой и Димитаром Вацовым, показало, что в болгарских СМИ, в частности, в анонимных новостных репортажах, присутствует высокий процент российской пропаганды (при этом не вся пропаганда инициирована самой Россией), которая выставляет Россию как жертву агрессии Запада (представленной расширением НАТО, «незаслуженными» санкциями и «дискредитацией» в западных СМИ) и освободительницу Европы от фашизма, ислама, «американской гегемонии» и либерализма, а также использует тезис о порабощении Европы США. Таким образом, пропаганда стремится популяризировать евроскептицизм с помощью антиамериканизма и антилиберализма (включая оппозицию правам человека и мультикультурализму).